# Айсултан Назарбаєв
Айсултан Рахатович Назарбаєв (Алієв) (26 серпня 1990  — 16 серпня 2020 , Лондон ) — казахстанський футболіст, бізнесмен, онук колишнього президента Казахстану Нурсултана Назарбаєва і син Дариги Назарбаєвої.

## Життєпис
Батько — казахстанський політик, бізнесмен і дипломат Рахат Алієв (1962—2015), мати — старша донька першого президента Казахстану Нурсултана Назарбаєва Дарига Назарбаєва (нар.. 1963), брат Нуралі Алієв. Походить з роду Унгіратів Середнього жуза.
Навчався в школі «Міжнародний коледж безперервної освіти» (Астана), школі-пансіоні «Американська міжнародна школа» (Зальцбург, Австрія). Закінчив британську королівську військову академію в Сандгерсті (2009—2010). Закінчив магістратуру університету КІМЕП за спеціальністю «бізнес-адміністрування» (Алма-Ата).
Служив у головному розвідувальному управлінні Міністерства оборони Казахстану (2012—2013).
Почав займатися футболом у клубі «Адміра Ваккер» під час служби батька послом в Австрії. У 2006 році провів два матчі у першій лізі Казахстану за столичний «Рахат», у 2007 році грав у складі ФК «Залізничник» Алма-Ата. Брав участь у відбірковому турнірі до юнацького чемпіонату Європи з футболу 2006 року.
Три місяці Айсултан Назарбаєв провів в академії «Челсі». Відіграв сезон — до 2007 року — в юнацькій команді «Портсмута», став бронзовим призером чемпіонату Англії.
У 2011 році грав за дубль «Астани». 21 жовтня 2012 року провів єдиний матч у чемпіонаті Казахстану — у домашній грі за клуб «Сункар» Каскелен проти «Актобе», вийшовши на поле в середині другого тайму.
В лютому — жовтні 2017 року обіймав посаду віце-президента Федерації футболу Казахстану зв'язків з міжнародними організаціями ФІФА, УЄФА і національними асоціаціями.
Нагороджений британською нагородою «За доблесть» за участь в операціях, прирівняних до бойових.
Проходив лікування в клініці для наркозалежних через пристрасть до кокаїну.
У жовтні 2019 року був засуджений до умовного терміну за напад на поліцейського в Лондоні, що відбулася в червні 2019 року — Назарбаєв у чужому номері намагався вчинити спробу самогубства. Вирок передбачав випробувальний термін, продовження лікування від наркозалежності, громадські роботи і штраф..
13 лютого 2020 року Айсултан Назарбаєв запросив у Великій Британії політичного притулку. Це рішення онук екс-президента пояснив тиском з боку сім'ї, бо у нього є інформація про крупномасштабну корупцію між урядом Росії та Казахстану".
Айсултан Назарбаєв помер 16 серпня 2020 року. Попередньою причиною смерті Айсултана Назарбаєва назвали зупинку серця.

## Родина
Дружина — Аліма Назарбаєва (з серпня 2013 року), дочка Кайрата Боранбаєва. Від цього шлюбу — дочка Амелі (нар.. 9 червня 2016) і син Султан.